# Jorge Riestra
Jorge Riestra (Rosario, 4 de gener de 1926-Rosario, 3 de febrer de 2016) va ser un escriptor argentí.
El seu primer relat el va escriure amb catorze anys.
Va estudiar Magisteri i es va dedicar durant uns anys a l'ensenyament a la seva ciutat natal, impartint classe de Literatura en l'Institut Superior de Comerç. Va rebutjar una beca en la Universitat de Houston tement que si l'acceptava no tingués el temps suficient per dedicar-se a escriure.
Autor de novel·les i contes, les seves obres solen estar ambientades a la ciutat de Rosario i descriuen sovint l'univers dels cafès i billars que va conèixer l'autor en la seva joventut.
Va ser, al costat de Rodolfo Vinaqua, assessor literari de l'editorial Biblioteca (fundada el 1966 i dirigida per Rubén Taronger). Acabada la dictadura del Procés de Reorganització Nacional, va dirigir a Rosario el Centre Cultural Bernardino Rivadavia (posteriorment rebatejat com Roberto Fontanarrosa) i va aconseguir dinamitzar la vida cultural de la ciutat.
La concessió en 1988 del Premi Nacional de Literatura li va permetre dedicar-se a l'escriptura a temps complet.
En 2015 va cedir els drets de publicació de la seva obra literària (tant la ja editada com la inèdita) a la Universitat Nacional de Rosario.

## Premis i reconeixements
- 2002: Premi a la trajectòria artística, concedit pel Fons Nacional de les Arts.
- 1997: l'Acadèmia Els Inoblidables el va nomenar Ciutadà Il·lustre del Casín.
- 1988: Premi Nacional de Literatura per El opus, concedit per la Secretaria de Cultura de la Nació.
- 1963: Premi trienal «Carlos Alberto Leumann».

## Obra

### Llibres de relats
- El espantapájaros. Rosario, 1950.
- El taco de ébano. Buenos Aires, 1962 (edició espanyola a La Coruña: Ediciones del Viento, 2007).[6]
- Principio y fin. Rosario: Editorial Biblioteca Popular Constancio C. Vigil, 1966.
- A vuelo de pájaro. Buenos Aires, 1972

### Novel·les
- Salón de billares. Buenos Aires, 1960.
- El opus. Rosario, 1986
- La historia del caballo de oros. Buenos Aires, 1992.

### Antologies
L'obra breu de Jorge Riestra apareix antologada en importants obres nacionals i internacionals:
- Narradores argentinos de hoy I. Buenos Aires, 1971.
- 20 argentinische Erzähler. Berlín, 1975.
- El cuento argentino 1959-1970. Buenos Aires, 1981
- Primera antología de cuentistas argentinos contemporáneos. Buenos Aires: Secretaría de Cultura de la Nación, 1990.